# Claire Hellio
Claire Hellio, née à Concarneau, est une chercheuse française en biotechnologie. Sa spécialité est le développement de procédés innovants bioinspirés des molécules produites par les algues et micro-organismes marins.
En 2023, ses travaux lui valent de recevoir la médaille de l'innovation du CNRS et une Victoire de la Bretagne.

## Biographie
Née à Concarneau, Claire Hellio y découvre la mer et la vie marine dès sa jeunesse.
En l'an 2000, elle soutient son doctorat océanographie biologique à l'université de La Rochelle. Par la suite, elle travaille durant quatorze ans à l'université de Portsmouth dans l'écologie chimique et la biotechnologie marine.
Elle est par ailleurs présidente de l'European Society for Marine Biotechnology ainsi qu'éditrice du journal Marine Biotechnology.
Professeure à l’université de Bretagne occidentale et membre du Laboratoire des sciences de l’environnement marin (Lemar), Claire Hellio dirige également la plateforme de bioprospection Biodimar.

## Travaux
Les travaux de Claire Hellio s'articulent autour de la recherche de bioinspiration venue des algues et micro-organismes marins. Ces travaux répondent souvent à des demandes en recherche et développement de la part d'industriels, notamment dans les domaines de la cosmétique (antioxydants et conservateurs), des revêtements antifouling ainsi que la recherche de nouveaux antibiotiques. Ses travaux sont guidés par une ligne directrice de respect de l’environnement ainsi que de l'utilisateur final, en cherchant à développer des produits dont les propriétés ne soient ni toxiques ni allergènes,.
Afin de concrétiser cette collaboration entre laboratoires et entreprises privées, Claire Hellio fonde, en partenariat avec l'entreprise Greensea, un laboratoire commun nommé BiotechALg.

## Récompenses
En 2023, Claire Hellio est une des quatre récipiendaires de la médaille de l'innovation du CNRS,,.